# Station Hanau-Wilhelmsbad
Station Hanau-Wilhelmsbad is een spoorwegstation in de Duitse plaats Hanau. Het station werd in 1848 geopend aan de Frankfurt-Hanauer Eisenbahn.